# Żerniki (województwo mazowieckie)
Żerniki – wieś sołecka w Polsce położona w województwie mazowieckim, w powiecie płockim, w gminie Brudzeń Duży.
| SIMC    | Nazwa       | Rodzaj    |
| ------- | ----------- | --------- |
| 0561307 | Gorzechówko | część wsi |

W latach 1975–1998 miejscowość należała administracyjnie do województwa płockiego.